# Dortmunder Rezess
Als Dortmunder Rezess wird eine Vereinbarung bezeichnet, die zwischen dem 31. Mai und dem 10. Juni 1609 zwischen Kurfürst Johann Sigismund von Brandenburg und Pfalzgraf Wolfgang Wilhelm von Pfalz-Neuburg im Hinblick auf den Jülich-Klevischen Erbfolgestreit durch Vermittlung des Landgrafen Moritz von Hessen-Kassel zustande kam.
Der Tod des kinderlos verstorbenen Johann Wilhelm, des letzten Herzogs von Jülich-Kleve-Berg, machte als Folge eines kaiserlichen Privilegs von 1546 seine Schwestern und deren Abkömmlinge erbberechtigt. Damit waren die Ehepartner von Johann Sigismund von Brandenburg und Wolfgang Wilhelm von Pfalz-Neuburg Haupterben. Doch es kam zu Meinungsverschiedenheiten untereinander über das Erbe und auch, weil das Kurfürstentum Sachsen ebenfalls Ansprüche geltend machte. Es berief sich auf ein kaiserliches Versprechen, dass das Herzogtum Kleve beim Aussterben im Mannesstamm ihm zuwachsen sollte.
Im Einklang mit Sachsen forderte Kaiser Rudolf II., Jülich, Kleve und Berg zu sequestrieren, bis die Angelegenheit einvernehmlich geregelt sei und ließ sowohl Erzherzog Leopold mit Söldnern als auch Erzherzog Albrecht aus den Spanischen Niederlanden mit Truppen in das Gebiet einrücken. Die Kaiserlichen nahmen im Mai 1609 Jülich ein.
Johann Sigismund und Wolfgang Wilhelm verständigten sich nach diesem Vorgang in Dortmund, bis zur völligen Einigung im schwelenden Streit den umstrittenen Besitz gemeinschaftlich verwalten zu lassen. Dies dauerte bis zum 12. November 1614, als der Vertrag von Xanten eine vorläufige Beruhigung des Konfliktes unter den Erben brachte.
Dass der Vertrag von Xanten den Rechtsstreit beendete, ist eine oft geäußerte Fehleinschätzung. Tatsächlich führten sogar einige Bestimmungen des Vertrages (wie etwa, dass die Einheit der Territorien gewahrt werden sollte) zu neuem Konfliktpotenzial. Erst der Erbvergleich des Jahres 1666 führte zu einer endgültigen Übereinkunft der beiden Parteien. Reichsrechtlich betrachtet wurde der Erbfolgestreit sogar erst 1679 beendet, als Johann Wilhelm II. von Pfalz-Neuburg vom damaligen Kaiser Leopold I. in der Nachfolge von Jülich-Berg bestätigt wurde.
Die dem protestantischen Glauben angehörenden Landesherren Johann Sigismund und Wolfgang Wilhelm mobilisierten durch den Dortmunder Rezess Frankreich, England und die Niederlande. Ein europäischer Konflikt konnte aber abgewendet werden.